# Carlos Ramirez-Rosa
Carlos Ramirez-Rosa (sinh ngày 18 tháng 2 năm 1989) là một chính khách người Mỹ. Ông đã từng là ủy viên cho Phường 35 của Chicago kể từ ngày 18 tháng 5 năm 2015 và Dân chủ Phường 35 Committeeman kể từ năm 2016. Trước khi được bầu vào Hội đồng Thành phố Chicago, ông làm việc với tư cách là một nhà tổ chức cộng đồng với Liên minh Quyền và Người tị nạn Illinois, và một trợ lý quốc hội cho Đại diện Hoa Kỳ Luis Gutiérrez.
Ông là thành viên của Hội nghị Cải cách Tiến bộ của Hội đồng Thành phố Chicago, và được bầu làm đại biểu cho Hội nghị Quốc gia Đảng Dân chủ 2016 với tư cách là người ủng hộ Bernie Sanders. Được bầu vào năm 26 tuổi tại Hội đồng Thành phố Chicago vào tháng 2 năm 2015, ông là người trẻ tuổi nhất của thành phố và là một trong những người ủy viên trẻ nhất từng được bầu.
Ông là một nhà xã hội dân chủ tự mô tả và là thành viên của đảng Xã hội Dân chủ Hoa Kỳ.

## Đầu đời, giáo dục và sự nghiệp
Ramirez-Rosa sinh ngày 18 tháng 2 năm 1989 tại Chicago, Illinois. Ông học Trường Công lập Chicago và tốt nghiệp trường Trung học Whitney M. Young Magnet, nơi ông là chủ tịch lớp cao cấp của mình.  Sau đó, ông theo học Đại học Illinois tại Urbana–Champaign, nơi ông là thành viên được bầu của Thượng viện Sinh viên Illinois. Là một thượng nghị sĩ sinh viên, ông đã hỗ trợ tài trợ cho các chương trình sinh viên nữ và LGBT, khuôn viên chính sách năng lượng xanh, và đối xử công bằng với nhân viên đại học. Ông tốt nghiệp Đại học Illinois năm 2011.  Sau khi tốt nghiệp, ông làm nhân viên phụ trách quốc hội tại văn phòng của Nghị sĩ Luis Gutiérrez. Sau khi làm việc cho Nghị sĩ Gutiérrez, ông làm việc với tư cách là nhà tổ chức mạng lưới hỗ trợ gia đình với Liên minh về quyền của người nhập cư và người tị nạn Illinois cho đến khi ông ra tranh cử vào năm 2015. Ông cũng từng là đại diện cộng đồng được bầu vào Hội đồng trường địa phương Avondale-Logandale.